# Brokopondo (oraș)
Brokopondo este un oraș din Surinam.